# Cuộc đời vẫn đẹp sao
Cuộc đời vẫn đẹp sao là một ca khúc nhạc đỏ nổi tiếng của nhạc sĩ Phan Huỳnh Điểu dựa trên thơ của Dương Hương Ly sáng tác.

## Sáng tác
Đầu thập niên 1970, nhạc sĩ Phan Huỳnh Điểu bị thương ở chiến trường trong cuộc chiến tranh Việt Nam. Ông cho biết trong thời gian nằm bệnh, ông được đọc bài thơ của Dương Hương Ly sáng tác Cuộc đời vẫn đẹp sao. Phan Huỳnh Điểu sáng tác ca khúc này với cây đàn mandolin. Ông từng đưa bài nhạc cho ca sĩ Quốc Hương hát.
Theo báo điện tử VTV, ca khúc này là chuyện tình yêu có thật của Phan Huỳnh Điểu. Người trong cuộc tình này là bà Lưu Liên, từng là Hoa khôi của Hà Đông.

### Biểu diễn
Ca khúc này là bài hát kết thúc trong đêm nhạc mừng thọ 90 tuổi của nhạc sĩ Phan Huỳnh Điểu. Ngày 25 tháng 6 năm 2015, Phan Huỳnh Điểu đã hát “Cuộc đời vẫn đẹp sao” với ekip chương trình “Tiếng hát mãi xanh”  đúng 4 ngày trước khi ông qua đời.
Bài hát này cũng xuất hiện trong chương trình “Ký ức thời gian” của Nhà hát Ca múa nhạc Việt Nam kỷ niệm 41 năm ngày Thống nhất đất nước Việt Nam, diễn ra vào ngày 27 tháng 4 năm 2016 tại Trung tâm nghệ thuật Âu Cơ. Ngày 16 tháng 8 năm 2021, đội tuyển Văn hoá nghệ thuật của Quân đội Nhân dân Việt Nam đã biểu diễn ca khúc Cuộc đời vẫn đẹp sao trong lễ bốc thăm của cuộc thi Xe tăng hành tiến tại khuôn viên bảo tàng thao trường Alabino, ngoại ô Moskva.

## Đón nhận
Phan Huỳnh Điểu cho biết hai ca khúc Bóng cây Kơ nia và Cuộc đời vẫn đẹp sao đã khẳng định được khả năng sáng tác của ông. Ông nói rằng "Hai bài hát này giống như chiếc đòn bẩy rất khỏe, nâng cuộc đời làm nhạc của tôi."
Báo Vietnamplus nhận xét ca khúc này của ông "đem lại cho hành khúc cách mạng Việt Nam một nét mới lạ, độc đáo và hấp dẫn." Ca khúc này cũng được đưa vào tuyển tập "99 bài hát được nhiều người yêu thích" của tác giả Tâm Vương.